# Tao Geoghegan Hart
Tao Geoghegan Hart [ˈteɪoʊ ˈɡeɪɡən ˈhɑːt] (* 30. März 1995 in London) ist ein britischer Radrennfahrer. Im Jahr 2020 gewann er den Giro d’Italia.

## Sportliche Karriere
Bei den Junioren errang Geoghegan Hart 2012 gemeinsam mit Jonathan Dibben, Samuel Lowe und Christopher Latham die Silbermedaille in der Mannschaftsverfolgung der Bahn-Europameisterschaften. Im Jahr darauf gewann er, nachdem er seinen Schwerpunkt auf den Straßenradsport gelegt hatte, die Gesamtwertung der Istrien-Rundfahrt und des Giro della Lunigiana. Er belegte bei der Juniorenausgabe von Paris–Roubaix, Le Pavé de Roubaix, Rang drei.
Im Erwachsenenbereich erhielt Geoghegan Hart im Jahr 2014 einen Vertrag beim Bissell Development Team und wurde Dritter der von Lüttich–Bastogne–Lüttich Espoirs. Bei seiner ersten Tour de l’Avenir belegte er im Anschluss für die britische Nationalmannschaft den 10. Gesamtrang. 2015 wiederholte seinen Podestplatz bei der U23-Austragung von Lüttich–Bastogne–Lüttich. Er startete als Stagiaire für das Team Sky bei der Tour of Britain. In der Saison 2016 gewann er den Trofeo Piva. Nachdem er die Nachwuchswertung der Tour of the Gila für sich hatte entscheiden und eine anspruchsvolle Etappe der Tour de Savoie Mont-Blanc gewonnen hatten, belegte er den sechsten Gesamtrang bei der Tour de l’Avenir 2016. Zudem sicherte er sich bei den britischen Meisterschaften den Titel im Straßenrennen der Klasse U23 und wurde Zweiter im Einzelzeitfahren.
Im Jahr 2017 wechselte Tao Geoghegan Hart im Alter von 21 zum UCI WorldTeam Sky. In seiner ersten Saison wurde er Achter der Kalifornien-Rundfahrt, einer Rundfahrt der UCI WorldTour. Im Jahr darauf gab er sein Grand Tour-Debüt bei der Vuelta a España 2018, die er auf dem 62. Rang beendete. Im Jahr 2019 gewann Geoghegan Hart zwei Etappen der Tour of the Alps und wurde zudem hinter seinem Teamkollegen Pavel Sivakov Zweiter der Gesamtwertung. Nachdem er den Giro d’Italia 2019 in der 13. Etappe aufgeben hatte, wurde er Gesamtfünfter der Polen-Rundfahrt und belegte den 20. Gesamtrang bei der Vuelta a España, wobei er auf zwei Bergetappen einmal Zweiter und einmal Dritter wurde.

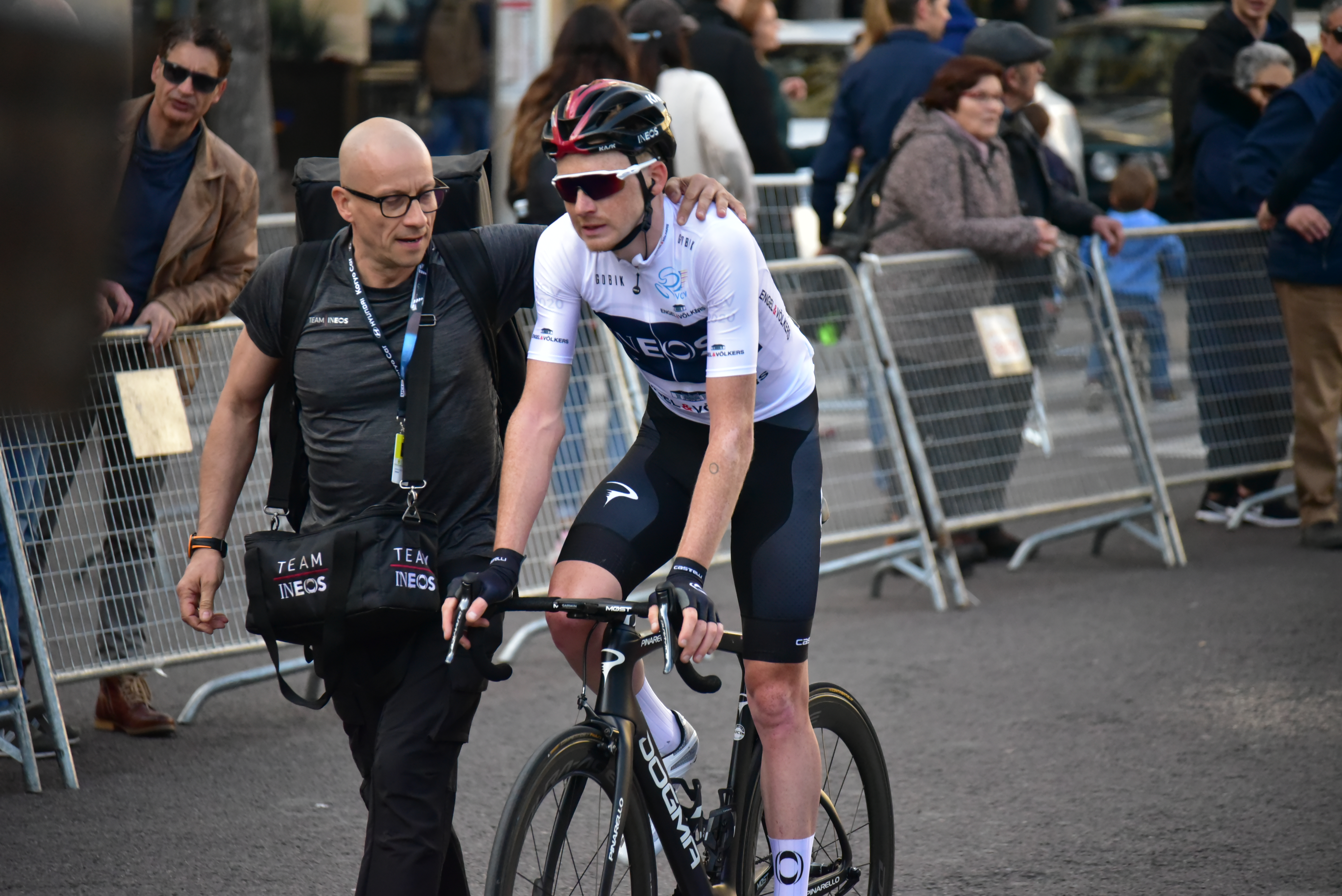
Tao Geoghegan Hart im Trikot des besten Nachwuchsfahrers bei der Valencia-Rundfahrt (2020)

Beim Giro d’Italia 2020 gewann er die Bergankunft der 14. Etappe in Piancavallo. Auf der 18. Etappe setzte er sich im Anstieg des Stilfser Joch gemeinsam mit seinem Teamkollegen Rohan Dennis und Jai Hindley ab. Nachdem er die vorletzte Etappe mit Bergankunft in Sestriere gewann, lag er vor dem Abschlusszeitfahren der 21. Etappe zeitgleich mit dem Gesamtführenden Hindley auf dem zweiten Gesamtrang. Im Abschlusszeitfahren sicherte er sich den Gesamtsieg mit einem Vorsprung von 39 Sekunden.
Nachfolgend konnte Tao Geoghegan Hart nicht an seine Vorjahresleistungen anschließenden. Am Ende der Saison 2021 startete er bei den Olympischen Spielen in Tokio, wurde 29. des Zeitfahrens und beendete das Straßenrennen nicht. Im Jahr 2023 gewann er eine Etappe der Valencia-Rundfahrt und wurde Dritter der Gesamtwertung. Bei Tirreno–Adriatico wurde er Gesamtdritter und sicherte sich im Anschluss den Gesamtsieg bei der Tour of the Alps, nachdem er die ersten beiden Etappen für sich hatte entscheiden können. Beim Giro d’Italia 2023 präsentierte er sich in der ersten Woche als einer der stärksten Fahrer und lag nach der ersten Woche auf dem vierten Gesamtrang, ehe er auf der 11. Etappe zu Sturz kam und für die restliche Saison aufgrund eines Beckenbruchs ausfiel. Am 10. August desselben Jahres wurde bekanntgegeben, dass Geoghegan Hart zum Jahr 2024 zur US-amerikanischen Lidl-Trek Mannschaft wechseln würde.
Nach seinem Wechsel konnte Tao Geoghegan Hart keine nennenswerten Resultate einfahren, wobei seine Saison 2024 von Stürzen geprägt war. Nachdem er die Vuelta a España 2024 auf dem 62. Gesamtrang beendet hatte, unterzog er sich einer Operation, um Metall von den Giro-d’Italia-Verletzungen des Jahres 2023 aus seinem Körper entfernen zu lassen. Im Jahr 2025 wurde er Dritter der Slowenien-Rundfahrt.

## Diverses
Der ungewöhnliche Vorname Tao und sein erster Nachname Geoghegan stammen aus dem Irisch-Gälischen; Tao steht hierbei für Tom. Bevor Geoghegan Hart zum Radsport kam, spielte er Fußball und war als Schwimmer aktiv. Im Alter von 13 Jahren nahm er an einer Schwimmstaffel durch den Ärmelkanal teil. Er ist mit der Radsportlerin Hannah Barnes liiert; das Paar lebt in Andorra (Stand 2020).

## Erfolge
2012
- Junioren-Europameisterschaft – Mannschaftsverfolgung (mit Jonathan Dibben, Christopher Latham und Samuel Lowe)

2013
- Gesamtwertung und eine Etappe Tour of Istria
- Gesamtwertung und eine Etappe Giro della Lunigiana

2016
- Trofeo Piva
- Nachwuchswertung Tour of the Gila
- eine Etappe Tour des Pays de Savoie
- Britischer Meister (U23) – Straßenrennen

2017
- Nachwuchswertung Kalifornien-Rundfahrt
- Gesamtwertung Hammer Sportzone Limburg

2018
- Mannschaftszeitfahren Critérium du Dauphiné

2019
- zwei Etappen Tour of the Alps

2020
- Gesamtwertung, zwei Etappen und Nachwuchswertung Giro d’Italia

2023
- eine Etappe Valencia-Rundfahrt
- Gesamtwertung, zwei Etappen und Punktewertung Tour of the Alps

## Grand-Tour-Platzierungen
| Grand Tour            | 2018 | 2019 | 2020 | 2021 | 2022 | 2023 | 2024 | 2025 |
| --------------------- | ---- | ---- | ---- | ---- | ---- | ---- | ---- | ---- |
| Giro d’ItaliaGiro     | –    | DNF  | 1    | –    | –    | DNF  | –    | –    |
| Tour de FranceTour    | –    | –    | –    | 60   | –    | –    | –    | –    |
| Vuelta a EspañaVuelta | 62   | 20   | –    | –    | 19   | –    | DNF  |      |